# Grande anglo-francês tricolor
A grande anglo-francês tricolor[Nota] (em francês:  grand anglo-français blanc tricolore) é uma raça de sabujo utilizada para caçar presas grandes, como cervos e javalis, porém, ao contrário de seu semelhante, o grande anglo-francês branco e preto, é frequentemente visto como companhia. Extintos, estes animais foram recriados. Na época da Revolução Francesa, suas cores foram obtidas através dos cruzamentos entre os foxhouns ingleses e raças locais, como o poitevin. De adestramento considerado fácil, é um animal que pode atingir os 35,5 kg.